# St. Andreas (Freimehring)

St. Andreas in Freimehring

Innenraum

St. Andreas ist eine römisch-katholische Filialkirche in Freimehring, einem Gemeindeteil von Rechtmehring im oberbayerischen Landkreis Mühldorf am Inn. Das Bauwerk ist in der Liste der Baudenkmäler in Rechtmehring als Baudenkmal unter der Nr. D-1-83-139-8 eingetragen. Die Kirche gehört zum Dekanat Mühldorf am Inn im Erzbistum München und Freising.

## Beschreibung
Die im Kern gotische Saalkirche aus dem 13. Jahrhundert wurde am Ende des 17. Jahrhunderts umgebaut. Sie besteht aus dem unter Verwendung der mittelalterlichen Mauern errichteten Langhaus, dem dreiseitig geschlossenen Chor im Osten, der Sakristei an der Südwand des Chors und dem Kirchturm im Westen, dessen unteren Geschosse ebenfalls aus dem Mittelalter stammen. Der Turm wurde am Ende des 17. Jahrhunderts um achteckige Geschosse erhöht und mit einer Zwiebelhaube bedeckt. 
Zur Kirchenausstattung gehören die Seitenaltäre vor dem Chorbogen vom Anfang und der Hochaltar vom Ende des 18. Jahrhunderts, ferner die Kanzel im Empirestil. Die Skulptur des Apostel Andreas stammt aus dem späten 17. Jahrhundert.